# La Cadière-d’Azur
La Cadière-d’Azur település Franciaországban, Var megyében. Lakosainak száma 5657 fő (2022. január 1.). La Cadière-d’Azur Ceyreste, La Ciotat, Roquefort-la-Bédoule, Bandol, Le Castellet és Saint-Cyr-sur-Mer községekkel határos.

## Népesség
A település népességének változása:
| Lakosok száma | 5487 | 5499 | 5635 | 5550 | 5563 | 5574 | 5548 | 5602 | 5657 |
|               | 2013 | 2015 | 2016 | 2017 | 2018 | 2019 | 2020 | 2021 | 2022 |